# 張璵
張璵（1473年—？），字叔美，號南溪，浙江承宣布政使司嘉兴府崇德县（今浙江桐乡市崇福镇）人，明朝政治人物。

## 生平
浙江鄉試第六十二名舉人。正德十二年（1517年）中式丁丑科會試第一百六十八名，登第二甲第五十六名進士。刑部观政，授南京刑部主事，不肯屈于权要，去官闲居，以诗文自娱。

## 家族
曾祖張俊，曾任伴讀；祖父張正；父張翯，曾任教諭。母邵氏。慈侍下。兄张璠。
有子张克臣、张武臣。